# Eva Filipi
Eva Filipi (* 21. prosince 1943) je bývalá česká diplomatka, v letech 1991 až 1996 chargé d'affaires ČR v Iráku, mezi roky 1997 až 2002 velvyslankyně ČR v Libanonu, v období 2004 až 2010 v Turecku a v letech 2010 až 2023 v Sýrii.

## Život
V letech 1962 až 1967 vystudovala obor Blízkovýchodní studia na Filozofické fakultě Univerzity Karlovy v Praze. Svému oboru se pak věnovala i při zahraničních pobytech v letech 1967 a 1979 na Bourghiba institutu cizích jazyků na Univerzitě v Tunisu a v roce 1968 na německé Univerzitě v Münsteru. V roce 1981 složila rigorózní zkoušku na FF UK v Praze a získala titul doktorky filozofie (PhDr.).
Pracovní kariéru začínala v letech 1968 až 1969 jako novinářka se specializací na česko-arabské vztahy v Československém rozhlasovém vysílání v sekci zahraniční služby. V době protiokupačních demonstrací v roce 1969 byla režimem 3 týdny vězněna. Mezi lety 1969 a 1972 působila jako výzkumný pracovník se specializací na osmanologii na Orientálním institutu Československé akademie věd. Následně se opět vrátila k novinařině a v letech 1972 až 1981 byla novinářkou se specializací na česko-arabské vztahy v Československé tiskové kanceláři. Po odchodu z ČSTK se živila až do roku 1991 jako překladatelka a tlumočnice na volné noze, zároveň také publikovala.
V červnu 2024 obdržela Cenu Arnošta Lustiga pro rok 2023 za rozvoj celospolečenských hodnot.
Eva Filipi je vdaná a má jednu dceru. Z cizích jazyků hovoří anglicky, arabsky, turecky, francouzsky a německy.

## Diplomatická kariéra
Od roku 1991 pracovala pro Federální ministerstvo zahraničních věcí ČSFR, resp. pro Ministerstvo zahraničních věcí ČR. Mezi lety 1991 a 1996 byla za ČSFR a později ČR chargé d'affaires v Iráku. V letech 1997 až 2002 zastávala pozici mimořádné a zplnomocněné velvyslankyně ČR v Libanonu. Následně se na dva roky vrátila domů a v letech 2002 až 2004 byla ředitelkou Odboru Blízkého východu a severní Afriky na MZV ČR. Její třetí diplomatickou misí byla v letech 2004 až 2010 funkce mimořádné a zplnomocněné velvyslankyně ČR v Turecku.
Následně se v roce 2010 stala mimořádnou a zplnomocněnou velvyslankyní ČR v Syrské arabské republice, když jí bylo dne 10. června 2010 uděleno agrément a 7. října téhož roku předala pověřovací listiny. Na začátku roku 2015 však vstoupil v platnost služební zákon, podle kterého měli ke konci roku 2015 skončit ve funkci velvyslanci, kteří již dosáhli 70 let věku (což by se týkalo právě Filipi a české velvyslankyně na Slovensku Livie Klausové). Také vzhledem k tomu, že české velvyslanectví v Damašku zastupovalo i USA a jiné státy EU, se rozhodli čeští politici přijmout novelu služebního zákona, která by zavedla pro velvyslance výjimku. Tu však do konce roku 2015 nestihli schválit, a tak Filipi i Klausová od 1. ledna 2016 pracovaly na dohodu o provedení práce (a nebyly tak ve služebním poměru). Jednalo se o prozatímní řešení do doby, než se podařilo novelu schválit.
V roce 2016 obdržela Medaili za zásluhy I. stupně.
Velvyslankyní v Syrské arabské republice byla až do konce října 2023. Od syrského prezidenta Bašára Asada na rozloučenou obdržela syrské státní vyznamenání.
V listopadu 2023 obdržela od ministryně obrany Jany Černochové Záslužný kříž ministra obrany ČR III. stupně za významné zásluhy v oblasti diplomacie a mezinárodní bezpečnosti.